# Tiệm trừ yêu kì ảo
Tiệm Trừ Yêu Kì Ảo (不機嫌なモノノケ庵 Fukigen na Mononokean) là một bộ manga Nhật Bản được viết và minh họa bởi Kiri Wazawa do nhà xuất bản Square Enix ấn hành. Phần 1 của bộ truyện được phát hành vào tháng 6 năm 2016 và kết thúc vào tháng 9 năm 2016 đạo diễn bởi Akira Iwanara , sau một thời gian phần 2 được phát hành vào cuối mùa đông năm 2019 từ tháng 1 đến tháng 3 , đạo diễn bởi Itsuro Kawasaki . Bộ truyện được Nhà xuất bản Kim Đồng mua bản quyền và dự định ấn hành vào tháng 1 năm 2019.

## Nhân vật
Hanae Ashiya (芦屋 花繪 Ashiya Hanae)Lồng tiếng bởi: Yūki Kaji 
Ashiya là một học sinh trung học bị một yêu quái đeo bám kể từ ngày đầu tiên vào lớp 10. Việc này khiến cậu ngày càng ốm yếu và trở thành khách quen của phòng y tế. Nhờ sự giúp đỡ của Abeno, Ashiya đã thoát khỏi con yêu quái nhưng lại phải làm thêm cho Abeno để trả nợ. Ashiya là một người dễ xúc động, tốt bụng và luôn dành tình cảm đặc biệt cho các loại yêu quái. Cậu sở hữu một sức mạnh bí ẩn mà cho đến nay chưa được tiết lộ.
Haruitsuki Abeno (安倍 晴齋 Abeno Haruitsuki)Lồng tiếng bởi: Tomoaki Maeno
Học sinh lớp 10, bạn cùng lớp của Ashiya. Cậu là người chủ hiện tại của Am Yêu Quái (モノノケ庵 Mononokean, cửa tiệm trừ yêu theo yêu cầu). Ở Linh giới, các yêu quái đồn rằng Abeno đã giết người chủ cũ của mình là Aoi, nhưng sự thực không phải vậy. Abeno có thể mở cửa Cửa Ẩn Thế (cánh cửa nối liền giữa dương thế vầ Ẩn giới) 2 lần mỗi ngày để đưa các yêu quái trở về linh giới nhưng việc này rất tốn năng lượng, do đó Abeno thường ngủ gật trong lớp. Abeno có mái tóc vàng, sự chín chắn của cậu khiến nhiều người ngạc nhiên khi biết cậu mới học lớp 10. Abeno tin rằng giúp đỡ yêu quái quan trọng hơn giúp con người vì con người có thể nhận được sự giúp đỡ một cách dễ dàng nếu gặp rắc rối, còn yêu quái thì luôn lạc lõng ở thế giới con người vì con người hầu như không nhìn thấy chúng. Abeno luôn tỏ ra nghiêm khắc, nóng nảy và có một chút thô lỗ với Ashiya nhưng rất lịch sự với các vị khách của mình.
Zenko Fujiwara (藤原 禅子 Fujiwara Zenko)Lồng tiếng bởi: Ayahi Takagaki
Một cô gái 15 tuổi sinh ra và lớn lên trong một ngôi chùa. Zenko cho rằng cha cô không cho phép cô thừa kế ngôi chùa vì cô là con gái, tuy nhiên cuộc gặp gỡ Ashiya đã giúp Zenko nhận ra rằng cha cô muốn cô được tự do chọn lựa thay vì bị ràng buộc bởi ngôi chùa. Ban đầu, Zenko không nhìn thấy yêu quái nhưng sau khi bị Yahiko cắn, cô có thể nhìn thấy cả Yahiko và Lông xù xù. Tuy vậy, việc nhìn thấy các yêu quái khác lại trở nên khó khăn với cô trong một khoảng thời gian.
Lông xù/Moja Moja (モジャモジャ Moja Moja)
Một con yêu quái nhỏ, đáng yêu, có màu trắng và mềm như cục bông. Lông xù xù có bốn cái chân bé xíu, ba cái đuôi và đôi mắt màu tím. Lông xù xù rất thích Ashiya. Khi lần đầu tiên Ashiya nhìn thấy nó, nó đã bám vào cậu và vô tình nguyền rủa Ashiya khiến cho cậu có cảm giác buồn nôn và bị ốm nặng. Vì Lông xù xù đã quá cô đơn ở Dương giới nhàm chán - nơi mà không ai có thể nhìn thấy yêu quái nên việc được Ashiya thấy được đã làm cho Lông xù rất hạnh phúc. Lông xù xù cũng rất yêu quý Abeno. Lông xù cũng cho thấy nó là một con yêu quái thông minh và sẽ bảo vệ cho bạn bè của mình nếu họ gặp nguy hiểm.
Yahiko (ヤヒコ)Lồng tiếng bởi: Ikue Ōtani
Một con yêu quái hồ ly, trở thành bạn của Abeno khi họ bị cùng bắt cóc tám năm trước. Cậu cắn Zenko để được Abeno chú ý và đe dọa sẽ đốt cháy cánh tay của Zenko. Sau đó, Yahiko đã nhận lỗi và phải phục vụ tại ngôi chùa của Zenko trong một năm như một sự trừng phạt. Yahiko có tính cách rất trẻ con và thường biến hình thành một cậu bé. Cậu thích đồ ngọt, thân thiện với Abeno và Zenko nhưng lại tỏ ra không ưa Ashiya.
Kora (コウラ Kōra)Lồng tiếng bởi: Yōko Hikasa
Kora là một yêu quái, chủ của Quy Dược Đường (亀薬堂, Kiyakudo) ở Linh giới và có một trợ lý tên Shizuku. 
Kora có một niềm đam mê với con người, cô cho rằng mình có thể làm ra những loại thuốc công hiệu nhất đối với cơ thể con người.
Cô kết bạn với Abeno và Rippo.
Shizuku (シズク)Lồng tiếng bởi: Chinami Hashimoto
Shizuku là trợ lý chăm chỉ của Koura trong Quy Dược Đường ở Linh giới. Cô sử dụng phép thuật để biến hình thành con người nhưng vẫn để lộ chiếc đuôi. Cô yêu Koura. Shizuku cũng là em của nhà lập pháp Rippou mà theo Abeno là anh ta đang yêu cô ấy.
The Legislator (立法 Rippō)Lồng tiếng bởi: Junichi Suwabe
Rippou là một trong ba người đứng đầu của Linh giới (hai người còn lại phụ trách phần công lý và điều hành). Anh là người tạo ra các luật lệ trong Linh giới và là người duy nhất có quyền ra lệnh cho chủ nhân của Am Yêu Quái. Nếu chủ nhân của Am Yêu Quái không tuân theo luật lệ do các nhà lập pháp đặt ra, họ sẽ bị tước đi chức vụ của mình. Abeno mô tả anh như một người nghiện hút thuốc, dâm dục và cờ bạc.
Rippou là anh trai của Shizuku, và dường như là có tình cảm đặc biệt với cô. Anh làm việc tại nhà riêng ở Newt Lake.

## Truyền thông

### Manga
Kiri Wazawa tung ra loạt truyện trên tạp chí truyện tranh Gangan Onlinecủa Square Enix từ tháng 9 năm 2013 đến tháng 4 năm 2021. Bản tiếng Anh của bộ truyện được xuất bản dưới dạng kỹ thuật số bởi Crunchyroll Manga.

### Anime
Tập cuối trong phần 1 của loạt anime truyền hình của bộ truyện được phát sóng vào ngày 11 tháng 2 năm 2016. Bộ phim được đạo diễn bởi Akira Iwanaga, viết kịch bản bởi Takao Yoshioka, với hoạt ảnh được sản xuất bởi Studio Pierrot Plus và thiết kế nhân vật do Atsuko Kageyama phụ trách. Âm nhạc trong phim do Yasuharu Takanashi đảm nhận .  Bài hát mở đầu "Tomodachi Meter" (トモダチメートル "Friend Meter") (トモダチメートル, "Friend Meter")
, được thực hiện bởi bô đôi The Super Ball, bài hát kết thúc "Tobira no Mukō" (扉の向こう "On the Other Side of the Door") (扉の向こう, "On the Other Side of the Door")
do Tomoaki Maeno và Yūki Kaji thể hiện.
Loạt phim được chiếu từ 28 tháng 6 năm 2016, và được phát sóng trên AT-X, Tokyo MX, Yomiuri TV, Chukyo TV, và BS11.
Phần 2 được phát hành vào cuối mùa đông năm 2019